# Dôme d'or
Le dôme d'or, en anglais : Golden Dome, également appelé Bouclier antimissile de défense du dôme d'or est un système défensif multicouche proposé pour les États-Unis et destiné à contrer « la menace des missiles balistiques, hypersoniques et de croisière qui pèsent sur le continent ». L'architecture est considérée comme similaire au concept Brilliant Pebbles (en) des années 1980,.

## Généralités
Le 27 janvier 2025, Donald Trump signe un décret ordonnant aux forces armées des États-Unis de construire un système de défense antimissile,. L'idée est comparée au système de défense dôme de fer israélien, ainsi qu'à l'Initiative de défense stratégique, également appelée « guerre des étoiles », proposée par Ronald Reagan, en 1983,.
La Maison-Blanche qualifie le programme de dôme et de bouclier, deux termes potentiellement erronés dans la mesure où le système reposerait sur des milliers d'armes spatiales ou « intercepteurs » répartis sur l'ensemble de la Terre, plutôt que sur un dôme fixe placé au-dessus des États-Unis. Les armes d'interception sont placées près de la limite de l'atmosphère, où elles doivent maintenir des orbites rapides pour éviter de retomber sur la Terre. Leur mouvement rapide ne permet qu'à une petite fraction d'entre elles d'être positionnés au bon endroit pour agir sur une menace donnée, un défaut qui, selon les critiques, rend le concept moins efficace que les défenses antimissiles régionales traditionnelles telles que le dôme de fer,. Au-delà de l'interception d'autres missiles, Donald Trump déclare que les armes basées dans l'espace seraient aussi « évidemment » utilisées à des fins offensives.

## Histoire
Les bases modernes du dôme d'or sont posées par l'ancien adjoint à la technologie de l'initiative de défense stratégique et de l'USD (R&E) (en), Michael D. Griffin, qui a créé l'Agence de développement spatial en 2017 au cours de la première présidence de Donald Trump. Michael D. Griffin a longtemps plaidé en faveur de véhicules de lancement réutilisables afin de rendre économiquement possible le lancement massif d'armes dans l'espace. Bien que les tentatives de l'initiative de défense stratégique initiale aient été de courte durée, le DC-X ayant échoué après une série de vols d'essai, Michael D. Griffin encourage par la suite et favorise le financement de lanceurs commerciaux réutilisables, qui ont depuis lors fait leurs preuves,.
Le dôme d'or est largement défendu dans le Projet 2025 de la Heritage Foundation, affirmant que le développement de Starlink par SpaceX prouve qu'une « superposition » spatiale de milliers de satellites et d'intercepteurs en réseau est désormais possible. Donald Trump mentionne également à plusieurs reprises le concept de bouclier antimissile dans ses discours de campagne lors de l'élection présidentielle de 2024, souvent avec un accueil mitigé.

## Annonces
Le 20 mai 2025, le président américain Donald Trump annonce son intention de mettre en place un nouveau système de défense antimissile basé dans l'espace et baptisé « Dôme d'or ». Destiné à protéger les États-Unis contre les menaces de missiles hypersoniques et à longue portée, ce système s'inspire du Dôme de fer israélien, mais sa portée est beaucoup plus large,.
Donald Trump déclare que le projet serait achevé dans les trois ans et coûterait environ 175 milliards de dollars. Le général Michael A. Guetlein, de l'United States Space Force, est désigné pour diriger l'initiative. Environ 25 milliards de dollars devraient provenir des réductions des dépenses fédérales et des réformes fiscales proposées. Le Bureau du budget du Congrès américain estime qu'il pourrait coûter entre 161 et 542 milliards de dollars sur 20 ans,, tandis que les sénateurs républicains impliqués dans le programme prédisent que le coût final s'élèverait à « des milliers de milliards de dollars ».
Des entreprises de défense, dont SpaceX, Palantir, Anduril (en) et Lockheed Martin, seraient en lice, tandis que des experts expriment des doutes quant au calendrier, à la faisabilité et au coût,. Les détails techniques spécifiques et les plans de déploiement n'ont pas encore été publiés.
Lockheed Martin déclare que son objectif serait de livrer le système d'ici à la fin de 2026, en s'appuyant sur les intercepteurs spatiaux et les intercepteurs hypersoniques.

## Éléments d'architecture
Le décret demande que l'architecture comprenne des plans pour les huit éléments suivants au minimum :
- défense contre les missiles balistiques, hypersoniques et de croisière avancés, ainsi que contre les attaques aériennes de nouvelle génération,
- déploiement de la couche de capteurs spatiaux de poursuite hypersonique et balistique (en),
- déploiement d'intercepteurs spatiaux proliférants (en) capables d'intercepter en phase de propulsion (en),
- déploiement de capacités d'interception en phase terminale (en) pour faire échec aux attaques de contre-valeur (en) (intercepteurs en phase de descente (GPI)),
- déploiement de la couche de garde de l'architecture spatiale du combattant proliférée (PWSA)[27],
- déploiement de capacités permettant de déjouer les attaques de missiles avant leur lancement (capacités de frappe préemptive « à gauche du lancement »[28]),
- déploiement d'une chaîne d'approvisionnement sécurisée pour toutes les composantes,
- déploiement de capacités non cinétiques (en) pour renforcer les attaques cinétiques (en).